# Liste der Pfarren im Stadtdekanat 18 (Erzdiözese Wien)
Das Stadtdekanat 18 ist ein Dekanat im Vikariat Wien Stadt der römisch-katholischen Erzdiözese Wien.
Es umfasst fünf Pfarren im 18. Wiener Gemeindebezirk Währing mit rund 21.500 Katholiken.

## Pfarren mit Kirchengebäuden und Kapellen
| Pfarre   | Teilgemeinden                                            | Seit | Patrozinium | Kirchengebäude und Kapellen |                         |
| -------- | -------------------------------------------------------- | ---- | ----------- | --- | ----------------------- |
| Gersthof |                                                          | 1783 | St. Leopold | Pfarrkirche: Pfarrkirche Gersthof Johannes-Nepomuk-Kapelle, Kapelle im Orthopädischen Krankenhaus Gersthof | Gersthofer Pfarrkirche  |
| Währing  | Pötzleinsdorf St. Severin St. Gertrud St. Josef-Weinhaus | 1226 | St. Gertrud | Pfarrkirche: Währinger Pfarrkirche Pötzleinsdorfer Pfarrkirche, Lazaristenkirche, Weinhauser Pfarrkirche, Ägydiuskirche, Muttergotteskapelle, Schulbrüder-Kapelle zum Heiligen Johannes de la Salle, Kirche zur Heiligen Familie im St.-Carolus-Heim, Kapelle im Herz-Mariä-Kloster, Josefskapelle im Caritas-Haus St. Josef | Pfarrkirche St. Gertrud |

Zur ehemaligen Pfarre Pötzleinsdorf (1783–2021) siehe Pötzleinsdorfer Pfarrkirche.

Zur ehemaligen Pfarre St. Severin (1939–2021) siehe Lazaristenkirche.

Zur ehemaligen Pfarre Weinhaus (1853–2021) siehe Weinhauser Pfarrkirche.

### Diözesaner Entwicklungsprozess
Am 29. November 2015 wurden für alle Pfarren der Erzdiözese Wien Entwicklungsräume definiert. Die Pfarren sollen in den Entwicklungsräumen stärker zusammenarbeiten, Pfarrverbände oder Seelsorgeräume bilden. Am Ende des Prozesses sollen aus den Entwicklungsräumen neue Pfarren entstehen. Das Stadtdekanat 18 bildet einen Entwicklungsraum.